# Бернов, Евгений Иванович
 Евгений Иванович Бернов  (1855—1917) — российский военный деятель, генерал-лейтенант.

## Биография
Родился 28 ноября 1855 года. В 1868 году зачислен в Пажеский корпус. В 1872 году переведен в младший специальный класс. 4 августа 1875 года из камер-пажей произведен корнетом в Кавалергардский полк.
Участник Русско-турецкой войны 1877-78. С 2 августа 1877 года по 2 мая 1878 года был прикомандирован к Лейб-гвардии Атаманскому полку и участвовал в делах у Ювань-Чифлика (3 октября) и рекогносцировках 12 и 18 ноября. В 1878 году произведен в поручики. Награждён орденом Святой Анны 4-й степени.
В 1880 году командирован в учебную гальваническую роту. В 1881 году произведен в штабс-ротмистры. С 1887 по 1888 был прикомандирован к 1-му отделению гвардейской кавалерийской дивизии запаса. В 1891 году произведен в ротмистры. С 13 апреля 1892 года по 29 ноября 1894 года и с 29 февраля 1896 года по 7 марта 1897 года командовал 2-м эскадроном Кавалергардского полка.
Был командирован комиссией о мерах предупреждения и борьбы с чумой в 1897 году в районы заболевании Кавказского побережья Каспийского моря. В 1898 году был командирован в Туркестанский край и назначен начальником военных сообщений от Самарканда до пунктов угрожаемой местности, с правами начальника военных сообщении округа. Награждён орденом Святого Станислава 2-й степени.
8 января 1898 года назначен заведующим хозяйством полка. 5 апреля 1898 года произведён в полковники и назначен помощником командира по хозяйственной части. В 1899 году назначен заведующим полковой кузницей. Награждён орденом Святой Анны 2-й степени.
С 1900 по 1902 год состоял председателем распорядительного комитета офицерского собрания. 19 мая 1901 года сдал должность заведующего хозяйством и назначен помощником командира полка по строевой части.
В 1902 году командирован для участия в парфорсных охотах Офицерской кавалерийской школы. 27 марта 1903 года командирован военным министром для осмотра конных частей пограничной стражи Заамурского округа.
4 февраля 1904 года назначен командиром 22-го Астраханского драгунского полка. В 1905 году награждён орденом Святого Владимира 3-й степени. 9 июня 1907 года назначен командиром Лейб-гвардии Её Величества Кирасирского полка с производством в генерал-майоры. В 1910 году награждён орденом Святого Станислава 1-й степени.
В 1911 году зачислен в Свиту Его Императорского Величества. С 3 марта 1912 года по 20 ноября 1913 года командовал 1-й бригадой 2-й гвардейской кавалерийской дивизии. С 20 ноября 1913 года назначен состоять по гвардейской кавалерии с зачислением в списки Лейб-гвардии Её Величества Кирасирского полка.
Участник Первой мировой войны. 6 декабря 1914 года награждён орденом Святой Анны 1-й степени. С 11 декабря 1914 года состоял при Верховном начальнике санитарной и эвакуационной части. После Февральской революции состоял в резерве чинов при штабе Петроградского военного округа. 9 августа 1917 года произведен в генерал-лейтенанты с увольнением от службы по прошению.
Скончался 19 сентября 1917 года в Петрограде. Похоронен на Тихвинском кладбище Александро-Невской лавры.